# Universidad de Northern Lights
La Universidad de Northern Lights (en inglés Northern Lights College) es una institución que proporciona educación terciaria a los residentes del norte de Columbia Británica. 
Actualmente tiene oficinas en ocho comunidades, y un acuerdo de empleo con la Universidad del Norte de Columbia Británica. El presidente de la universidad es D. Jean Valgardson.

## Listas de campus
- Atlin
- Chetwynd
- Dawson Creek
- Fort Nelson
- Fort St. John
- Tumbler Ridge

## Lista de centros de enseñanza
- Dease Lake
- Hudson's Hope